# Difenylfosfin
Difenylfosfin je organická sloučenina se vzorcem (C6H5)2PH, zapáchající bezbarvá kapalina, která se na vzduchu oxiduje. Používá se na přípravu organofosforových ligandů používaných jako katalyzátory.

## Příprava
Difenylfosfin lze připravit redukcí trifenylfosfinu na difenylfosfid lithný a následnou protonací:
PPh3 + 2 Li → LiPPh2 + LiPh
LiPPh2 + H2O → Ph2PH + LiOH

## Reakce a použití
Difenylfosfin je často používaným laboratorním činidlem. Dá se deprotonovat na difenylfosfidy:
Ph2PH + nBuLi → Ph2PLi + nBuH
Fosfinové ligandy, Wittigova-Hornerova činidla a fosfoniové soli se často připravují alkylacemi difenylfosfinu. Atom vodíku navázaný na fosfor se může navázat na aktivovaný alken reakcí podobnou Michaelově adici za vzniku sloučenin, ze kterých mohou být vytvořeny fosfinové ligandy, jako je 1,2-bis(difenylfosfino)ethan (Ph2PC2H4PPh2). Difenylfosfin a difenylfosfidy patří mezi nukleofily, takže se mohou navazovat na dvojné vazby uhlík–heteroatom; například za přítomnosti koncentrované kyseliny chlorovodíkové při 100 °C se difenylfosfin váže na benzaldehyd a vytváří se (fenyl-(fenylmethyl)fosforyl)benzen.
Ph2PH + PhCHO → Ph2P(O)CH2Ph
Difenylfosfin je slabší zásadou než jsou terciární fosfiny, pKa konjugované kyseliny činí 0,03:
Ph2PH2+ ⇌ Ph2PH + H+

### Skladování
Difenylfosfin se snadno oxiduje.
Ph2PH + O2 → Ph2P(O)OH
Meziproduktem oxidace je difenylfosfinoxid. Oxidaci lze zabránit vytvořením komplexu difosfinu s boranem, Ph2PH·BH3; boran chrání fosfin před oxidací.